# Ellzee
Ellzee är en kommun och ort i Landkreis Günzburg i Regierungsbezirk Schwaben i förbundslandet Bayern i Tyskland.
Kommunen ingår i kommunalförbundet Ichenhausen tillsammans med staden Ichenhausen och köpingen Waldstetten.